# Вешняковское кладбище
Вешняко́вское кла́дбище — кладбище, расположенное в Восточном административном округе города Москвы, на территории района Вешняки. Основано в 1650 году. Своё название получило от села Вешняки. В состав московских кладбищ вошло в 1960 году. Для захоронений гробом закрыто в 1978 году.
В 1644—1646 годах в деревне возведена сохранившаяся до сих пор каменная шатровая церковь Успения Богородицы. В 1655—1657 годах к ней были достроены два придела. В 1732 году была возведена трёхъярусная колокольня.
- Адрес: Москва, ул. Юности, д. 17.
- Площадь кладбища: 1,5 га.